# 山南村 (広島県)
山南村（さんなむら）は、広島県沼隈郡にあった村。現在の福山市の一部にあたる。

## 地理
- 山岳：馬背山[2]

## 歴史
- 1889年（明治22年）4月1日、町村制の施行により、沼隈郡上山南村、中山南村、下山南村が合併して村制施行し、山南村が発足[1][2]。
- 1955年（昭和30年）3月31日、沼隈郡千年村と合併し、町制施行し沼隈町を新設して廃止された[1][2]。

## 産業
- 農業